# Calamagrostis drummondii
Calamagrostis drummondii är en gräsart som först beskrevs av Ernst Gottlieb von Steudel, och fick sitt nu gällande namn av Rafaël Herman Anna Govaerts. Calamagrostis drummondii ingår i släktet rör, och familjen gräs.
Artens utbredningsområde är Western Australia. Inga underarter finns listade i Catalogue of Life.